# Fe3O4: Forward
| 전문가 평가 | 전문가 평가 |
| 평가 점수   | 평가 점수   |
| 출처        | 점수        |
| ----------- | ----------- |
| "IZM"       | [ 1 ]       |

"Fe3O4: Forward"는 대한민국의 걸그룹 NMIXX의 네 번째 익스텐디드 플레이이다. 2025년 3월 17일 JYP 엔터테인먼트에서 발매되었으며, 선공개 싱글 "High Horse"와 타이틀곡 "Know About Me"를 포함한 총 6곡이 수록되어 있다.

## 배경 및 발매
2025년 2월 19일, 엔믹스는 네 번째 익스텐디드 플레이 "Fe3O4: Forward"가 3월 17일에 발매될 예정이라고 발표하며, 이전 두 개의 익스텐디드 플레이 "Fe3O4: Break"와 "Fe3O4: Stick Out"에 이어 "Fe3O4" 시리즈의 피날레를 장식한다. 다음 날 프로모션 일정이 공개되었다. 콘셉트 사진 및 비주얼 필름은 2월 24일부터 27일까지 공개되었다. 3월 2일, 트랙리스트 공개와 함께 타이틀곡은 "Know About Me"로 발표되었다.
두 편의 스토리 필름이 3월 3일과 4일에 공개되었으며, 후자는 "High Horse"의 퍼포먼스 비주얼라이저로, 같은 날 선공개 싱글로 발매되었다. 3월 8일에는 애니메이션 스토리 필름 "The Confession of Midas Girl"이 공개되었다. 3월 10일, 그룹은 "Fe3O4" 시리즈의 다양한 의미를 설명하는 코멘터리 영상 "The Journey of Fe3O4"를 공개했다. 앨범 수록곡의 아카펠라 및 오리지널 하이라이트 메들리는 각각 3월 12일과 13일에 공개되었다. 타이틀곡의 뮤직비디오 티저는 3월 15일과 16일에 공개되었다. 3월 17일 앨범 발매와 함께 타이틀곡의 뮤직비디오가 공개되었다.

## 곡 목록
| #            | 제목               | 작사 | 작곡                                                                     | 편곡                          | 재생 시간 |
| ------------ | ------------------ | --- | ------------------------------------------------------------------------ | ----------------------------- | --------- |
| 1.           | 〈High Horse〉     | Kim Su-ji (Lalala Studio) pH-1 Abir | 이우민 "Collapsedone" Abir Julius Rodriguez Fredrik "Fredro" Odesjo      | "Collapsedone" "Fredro"       | 3:23      |
| 2.           | 〈Know About Me〉  | Oh Hyun-sun (Lalala Studio) Jang Da-in (Artiffect) Cailin (153/Joombas) Chloe Hei Kim (153/Joombas) Cho Yu-ri Bang Hye-hyun Sung Yu-jin ( Jamfactory )                  | Chloe Dyan Kristin Marie Skolem Lise Reppe Jack Brady Jordan Roman       | The Wavys Chloe Dyan          | 2:45      |
| 3.           | 〈Slingshot (<★)〉 | Rizin (153/Joombas) Danke Oh Hyun-sun (Lalala Studio) Cian (Artiffect)                                                                                                  | Strong Dragon (The Hub) Jolly Frankie Day (The Hub) Aston                | Strong Dragon (The Hub) Jolly | 2:22      |
| 4.           | 〈Golden Recipe〉  | Kim Seung-hyun (Artiffect) Mudd the Student Park Seong-hee (Jamfactory) Kim Min-jung (Lalala Studio) Choi Seo-yul (Artiffect) Danne Kim (Artiffect) Katty (153/Joombas) | Ryan S. Jhun Dwayne "Dem Jointz" Abernathy Jr. Candice Pillay Ido Nadjar | Jhun Dem Jointz Nadjar        | 3:01      |
| 5.           | 〈Papillon〉       | Hyung Geun (PNP) Danke Nogeum (Artiffect) J14 (Full8loom) Ellie Suh (153/Joombas) Ahn Ji-soo (Onclassa) Jeong O (Jamfactory) Jinkyeong (Artiffect) 329 (PNP) C'SA       | C'SA Ends                                                                | Ends                          | 2:38      |
| 6.           | 〈Ocean〉          | Lee Eun-hwa (153/Joombas) Park Se-rin (Lalala Studio) Jonjon (XYXX) Lee Ja-yeon (Jamfactory) Jung Eun-ki (Lalala Studio) Cho Yu-ri                                      | Tommy Park Chris Wahle Emily Middlemas Hauboi Rich                       | Park Wahle                    | 2:50      |
| 총 재생 시간 | 총 재생 시간       | 총 재생 시간 | 총 재생 시간                                                             | 총 재생 시간                  | 16:59     |

## 차트
| 차트 (2025)                        | 최고 순위 |
| ---------------------------------- | --------- |
| 그리스 앨범 (IFPI)                 | 45        |
| 일본 앨범 (오리콘)                 | 15        |
| 일본 합산 앨범 (오리콘)            | 23        |
| 일본 다운로드 앨범 ("빌보드 재팬") | 17        |
| 대한민국 앨범 (써클 차트)          | 1         |
| 미국 Top Album Sales ("빌보드")    | 16        |
| 미국 월드 앨범 (빌보드")           | 6         |

| 차트 (2025)          | 순위 |
| -------------------- | ---- |
| 대한민국 앨범 (써클) | 4    |

## 발매 역사
| 지역      | 날짜            | 형식                     | 레이블       |
| --------- | --------------- | ------------------------ | ------------ |
| 대한민국  | 2025년 3월 17일 | CD                       | JYP 리퍼블릭 |
| 여러 지역 | 2025년 3월 17일 | 디지털 다운로드 스트리밍 | JYP 리퍼블릭 |

## 참고 문헌
1. ↑  손민현 (2025년 3월 31일). “Fe3O4: Forward”. 《IZM》. 2025년 3월 31일에 원본 문서에서 보존된 문서. 2025년 3월 31일에 확인함.
2. ↑  장우영 (2025년 2월 19일). “'육각형 걸그룹' 엔믹스, 3월 17일 컴백...두 번째 팬콘까지 '겹경사' [공식]”. OSEN. 2025년 2월 20일에 원본 문서에서 보존된 문서. 2025년 2월 20일에 확인함 – 네이버 경유.
3. ↑  황혜진 (2025년 2월 20일). “엔믹스, 스케줄러부터 특별하다...3월 17일 컴백”. 뉴스엔. 2025년 2월 20일에 원본 문서에서 보존된 문서. 2025년 2월 20일에 확인함 – 네이버 경유.
4. ↑  전효진 (2025년 2월 24일). “엔믹스 해원·규진, 파격 항해 스타일링...티저 첫선”. 스포츠동아. 2025년 3월 1일에 원본 문서에서 보존된 문서. 2025년 3월 1일에 확인함 – 네이버 경유.
5. ↑  손봉석 (2025년 2월 25일). “NMIXX(엔믹스) 설윤-배이, 세계관 담은 새 앨범 개인 티저 공개!”. 스포츠경향. 2025년 3월 1일에 원본 문서에서 보존된 문서. 2025년 3월 1일에 확인함 – 네이버 경유.
6. ↑  장우영 (2025년 2월 26일). 엔믹스 릴리·지우, 항해 준비 마친 단단한 눈빛...빠져드는 환상 비주얼. OSEN. 2025년 3월 1일에 원본 문서에서 보존된 문서. 2025년 3월 1일에 확인함 – 네이버 경유.
7. ↑  박수인 (2025년 2월 27일). 엔믹스 단체 티저 최초공개, 돛단배 위 범접할 수 없는 아우라. Newsen. 2025년 3월 1일에 원본 문서에서 보존된 문서. 2025년 3월 1일에 확인함 – 네이버 경유.
8. ↑  김채연 (2025년 3월 2일). 엔믹스, 신보 타이틀은 'KNOW ABOUT ME'..트랙리스트 공개 [공식]. OSEN. 2025년 3월 2일에 원본 문서에서 보존된 문서. 2025년 3월 2일에 확인함 – 네이버 경유.
9. ↑  백아영 (2025년 3월 3일). “NMIXX, 스토리 필름 첫 번째 파트 공개 "'Fe3O4' 시리즈 완성"”. iMBC. 2025년 3월 5일에 원본 문서에서 보존된 문서. 2025년 3월 5일에 확인함 – 네이버 경유.
10. ↑  장우영 (2025년 3월 4일). “'17일 컴백' 엔믹스, 수록곡 'High Horse' 퍼포먼스 비주얼라이저 공개”. OSEN. 2025년 3월 5일에 원본 문서에서 보존된 문서. 2025년 3월 5일에 확인함 – 네이버 경유.
11. ↑  고승아 (2025년 3월 5일). “컴백 앞둔 엔믹스, 신보 수록곡 '하이 홀스' 음원 깜짝 선공개”. 뉴스1. 2025년 3월 5일에 원본 문서에서 보존된 문서. 2025년 3월 5일에 확인함 – 네이버 경유.
12. ↑  지민경 (2025년 3월 8일). “엔믹스, 5월 美 아이하트라디오 왕고 탱고 페스티벌 출격”. OSEN. 2025년 3월 8일에 원본 문서에서 보존된 문서. 2025년 3월 8일에 확인함 – 네이버 경유.
13. ↑  강가희 (2025년 3월 10일). '컴백 D-7' 엔믹스, 세계관 코멘터리 영상 공개.."성숙한 매력 보여드리겠다". 해럴드팝. 2025년 3월 14일에 원본 문서에서 보존된 문서. 2025년 3월 14일에 확인함 – 네이버 경유.
14. ↑  고승아 (2025년 3월 12일). “엔믹스, 환상적 아카펠라...신보 하이라이트 메들리 공개”. 뉴스1. 2025년 3월 14일에 원본 문서에서 보존된 문서. 2025년 3월 14일에 확인함 – 네이버 경유.
15. ↑  전효진 (2025년 3월 13일). “엔믹스, 하이라이트 메들리 오리지널 버전 공개”. 스포츠동아. 2025년 3월 14일에 원본 문서에서 보존된 문서. 2025년 3월 14일에 확인함 – 네이버 경유.
16. ↑  손봉석 (2025년 3월 15일). “'컴백 D-2' NMIXX, 신곡 'KNOW ABOUT ME' 뮤직비디오 티저 첫 선!”. 스포츠경향. 2025년 3월 16일에 원본 문서에서 보존된 문서. 2025년 3월 16일에 확인함 – 네이버 경유.
17. ↑  박아름 (2025년 3월 16일). “'컴백' 엔믹스, JYP 역대급 임팩트”. Newsen. 2025년 3월 16일에 원본 문서에서 보존된 문서. 2025년 3월 16일에 확인함 – 네이버 경유.
18. ↑  금빛나 (2025년 3월 18일). “'육각형 걸그룹' 엔믹스, 신곡 'KNOW ABOUT ME'로 컴백...호평 만발”. MK Sports. 2025년 3월 18일에 원본 문서에서 보존된 문서. 2025년 3월 18일에 확인함 – 네이버 경유.
19. ↑  “Official IFPI Charts Top-75 Albums Sales Chart (Combined) – Εβδομάδα: 14/2025”. IFPI Greece. 2025년 4월 9일에 원본 문서에서 보존된 문서. 2025년 4월 9일에 확인함.
20. ↑  "Oricon Top 50 Albums" (일본어). Oricon.  April 23, 2025에 확인함.
21. ↑  “오리콘 주간 합산 앨범 랭킹 2025년 04월 28일자” (일본어). 오리콘. 2025년 4월 24일에 원본 문서에서 보존된 문서. 2025년 4월 24일에 확인함.
22. ↑  “Billboard Japan Download Albums – Week of March 27, 2025”. 《빌보드 재팬》 (일본어). 2025년 3월 28일에 확인함.
23. ↑  “Circle Album Chart – Week 12 of 2025”. 《써클 차트》. 2025년 3월 27일에 확인함.
24. ↑  “Top Album Sales: Week of April 5, 2025”. 《빌보드》. 2025년 4월 1일에 확인함.
25. ↑  “World Albums: Week of April 5, 2025”. 《빌보드》. 2025년 4월 1일에 확인함.
26. ↑  “Circle Album Chart – March 2025”. 《써클 차트》. 2025년 4월 10일에 확인함.